# Никто не узнает
«Никто не узнает» (яп. 誰も知らない Дарэ мо сиранай) — японский фильм режиссёра Хирокадзу Корээды, вышедший на экраны в 2004 году. Фильм основан на реальной истории, случившейся в 1988 году.
«Никто не узнает» впервые был показан на Каннском кинофестивале 12 мая 2004 года. Был выпущен на японских кинотеатрах 7 августа 2004 года. Фильм получил признание критиков и собрал в мировом прокате более 11 миллионов долларов. Юя Ягира стал самым молодым обладателем Серебряной пальмовой ветви за «Лучшую мужскую роль» в истории Каннского кинофестиваля. Фильм получил награды «Лучший фильм» и «Лучшая режиссура» на 47-й премии Голубая лента и Гран-при за лучший фильм в Гентском международном кинофестивале.

## Сюжет
Мать и её четверо детей переезжают на новую квартиру. Особенность состоит в том, что никто не должен узнать о троих из них, иначе им придется опять переезжать. Выходить за порог может только старший сын Акира, который ведет всё хозяйство и заботится о малышах Сигэру и Юки, пока мать находится на работе. Сестра-подросток Кёко занимается стиркой. Дети даже не ходят в школу и в меру своих сил и помощи матери занимаются самообразованием. Однажды мать объявляет, что уезжает на некоторое время, но к рождеству должна вернуться. Месяц проходит за месяцем, рождество уж давно минуло, а её всё нет. Дети, предоставленные сами себе, уже не могут сводить концы с концами, в квартире отключают газ, воду, электричество. Дети постепенно опускаются на дно.

## В ролях
| Актёр           | Роль                  |
| --------------- | --------------------- |
| Юя Ягира        | Акира Фукусима        |
| Аю Китаура      | Кёко                  |
| Хиэй Кимура     | Сигэру                |
| Момоко Симидзу  | Юки                   |
| Ханаэ Кан       | Саки                  |
| Ю               | Кэйко (мать)          |
| Кадзуёси Кусида | Ёсинага (хозяин дома) |
| Сэй Хираидзуми  | управляющий магазином |

## Приём
«Никто не узнает» получил широкое признание критиков. На Rotten Tomatoes рейтинг фильма составляет 93 % на основе 94 рецензий со средней оценкой 8/10. Консенсус критиков сайта гласит: «Трагичный и тревожный, прекрасный душераздирающий портрет брошенного ребенка». На Metacritic фильм получил 88 баллов из 100, 31 критик дали положительные отзывы.

## Награды и номинации

### Награды
- 2004 — приз лучшему актёру Каннского кинофестиваля (Юя Ягира).
- 2004 — Гран-при Гентского кинофестиваля (Хирокадзу Корээда).
- 2004 — лучший фильм кинофестиваля в Санта-Фе (Хирокадзу Корээда).
- 2005 — две премии «Голубая лента»: лучший фильм (Хирокадзу Корээда), лучший режиссёр (Хирокадзу Корээда).
- 2005 — приз лучшему новому таланту на Иокогамском кинофестивале (Юя Ягира).

### Номинации
- 2004 — номинация на приз «Золотая пальмовая ветвь» Каннского кинофестиваля (Хирокадзу Корээда).
- 2004 — номинация на приз «Золотой колос» Вальядолидского кинофестиваля (Хирокадзу Корээда).
- 2005 — номинация на премию Японской киноакадемии лучшей актрисе второго плана (Ю).
- 2005 — номинация на премию «Молодой актёр» за лучшую роль в международном фильме (Юя Ягира).
- 2006 — номинация на премию «Золотой жук» за лучший зарубежный фильм (Хирокадзу Корээда).